# Deltochilum sculpturatum
Deltochilum sculpturatum là một loài bọ cánh cứng trong họ Bọ hung (Scarabaeidae).